# Jennifer Piot
Jennifer Piot (La Tronche, 24 marzo 1992) è un'ex sciatrice alpina francese.

## Biografia

### Stagioni 2008-2013
Risiede a Le Bourg-d'Oisans e ha esordito nel Circo bianco il 26 novembre 2007 in uno slalom gigante valido ai fini del punteggio FIS in Val Thorens, piazzandosi 45ª. Nel 2008 ha debuttato in Coppa Europa a Sankt Moritz in supergigante, chiudendo 42ª, e ha disputato la sua prima gara in Coppa del Mondo il 7 marzo 2010, un supergigante a Crans-Montana in Svizzera, giungendo 42ª.
L'11 gennaio 2012 ha conquistato il primo podio in Coppa Europa in discesa libera, sul tracciato austriaco di Bad Kleinkirchheim (2ª), e il giorno successivo l'unica vittoria, nella medesima località in supergigante. L'anno seguente è stata presente ai Mondiali juniores di Québec 2013, dove ha vinto la medaglia d'oro nella discesa libera. 

### Stagioni 2014-2021
Il 31 gennaio 2014 è salita per l'ultima volto sul podio in Coppa Europa, a Serre Chevalier in supergigante (3ª), e ai Mondiali di Vail/Beaver Creek 2015, sua unica presenza iridata, è stata 24ª nella discesa libera e 26ª nel supergigante; il 6 dicembre dello stesso anno ha ottenuto a Lake Louise in supergigante il miglior piazzamento in Coppa del Mondo (13ª). Ai XXIII Giochi olimpici invernali di Pyeongchang 2018, sua unica presenza olimpica, si è classificata 16ª nella discesa libera e 20ª nel supergigante.
Ha annunciato il ritiro nel corso della stagione 2020-2021; la sua ultima gara in Coppa del Mondo è stata il supergigante disputato a Sankt Anton am Arlberg il 10 gennaio (29ª) e la sua ultima gara in carriera è stata uno slalom gigante FIS disputato a Sugarloaf il 24 marzo, vinto dalla Piot.

## Palmarès

### Mondiali juniores
- 1 medaglia:
  - 1 oro (discesa libera a Québec 2013)

### Coppa del Mondo
- Miglior piazzamento in classifica generale: 71ª nel 2020

### Coppa Europa
- Miglior piazzamento in classifica generale: 5ª nel 2012
- 3 podi:
  - 1 vittoria
  - 1 secondo posto
  - 1 terzo posto

#### Coppa Europa - vittorie
| Data            | Località           | Paese   | Specialità |
| --------------- | ------------------ | ------- | ---------- |
| 12 gennaio 2012 | Bad Kleinkirchheim | Austria | SG         |

Legenda:

SG = supergigante

### South American Cup
- Miglior piazzamento in classifica generale: 6ª nel 2010
- 3 podi:
  - 2 secondi posti
  - 1 terzo posto

### Campionati francesi
- 3 medaglie:
  - 1 argento (supergigante nel 2019)
  - 2 bronzi (discesa libera, supergigante nel 2013)